# 陳學孝
陳學孝（？—17世紀），字子靖，漳州平和人，明朝、南明政治人物。

## 生平
陳學孝在天啟年間進入太學，祭酒林釬很看重他。監生陸萬齡上表請求為魏忠賢在太學建生祠，林釺斥責陸萬齡違背道理，陳學孝贊同林釺。林釺被免官，難料福禍，他為此不停周旋，其後林釬對人說：「那時不可以沒有這位好友啊。」陳學孝有膽色謀略，學習兵書，從北京回歸家鄉，遇上流寇侵擾，於是整頓鄉兵殲滅寇盗。陸清源知道他的才能，徵召他擔任監紀通判在漳州練兵防禦。之後他獲推薦任職職方郎中，卻不接受；陳天定、王兆熊再次推薦，授與陳學孝潮州僉事官職，使當地郡縣各自守備，境內安定。福建的白土賊包圍龍巖，守城者速遞檄文請求支援，他加快腳步到達，白土賊得知後立刻撤退。黃道周北伐，陳學孝與吳澍練兵準備征調，遷嶺東副使。福京失守，他在家終老。

## 引用
1. 1 2  錢海岳《南明史·卷四十八·列傳第二十四》：陳學孝，字子靖，平和人。天啟間入太學，祭酒林釺深重之。監生陸萬齡請為魏忠賢建祠太學，釺力斥其悖，學孝贊之。釺放歸，禍且不測，學孝祖別周旋無所畏。其後釺嘗語人曰：「爾時不可無此良友也。」
2. ↑  錢海岳《南明史·卷四十八·列傳第二十四》：學孝有膽略，習韜鈐。歸自京師，值寇擾其鄉，整鄉兵滅之。陸清源知其能，檄令以監紀通判練兵備禦漳州，賊聞遁去。薦職方郎中，不受。陳天定、王兆熊復薦之，授潮州僉事，指畫郡縣，使各自為守，全境晏然。福建白土賊圍龍巖且下，守道飛檄請援，學孝倍道至，賊聞風撤圍去。黃道周北伐，與吳澍練兵備征調，遷嶺東副使。福京亡，終老在家。